# Ali Maqseed
Ali Maqseed (11 de dezembro de 1986) é um futebolista profissional kuwaitiano que atua como meia.

## Carreira
Ali Maqseed representou a Seleção Kuwaitiana de Futebol na Copa da Ásia de 2015.